# Cheironitis audens
Cheironitis audens là một loài bọ cánh cứng trong họ Bọ hung (Scarabaeidae).